# The Sisterhood of the Traveling Pants 2
The Sisterhood of the Traveling Pants 2 es una secuela de la película de 2005 The Sisterhood of the Traveling Pants. El elenco original (America Ferrera, Amber Tamblyn, Alexis Bledel y Blake Lively) regresan para protagonizar la película, que fue dirigida por Sanaa Hamri. La película está basada en la cuarta novela de Sisterhood of the Traveling Pants, Forever in Blue: The Fourth Summer of the Sisterhood.
La película fue lanzada en Estados Unidos el 6 de agosto de 2008.

## Sinopsis
La película toma lugar tres años después de la primera, durante el verano después del primer año de universidad.

## Elenco
- Amber Tamblyn - Tibby Rollins
- Alexis Bledel - Lena Kalligaris
- America Ferrera - Carmen Lowell
- Blake Lively - Bridget Vreeland
- Leonardo Nam - Brian McBrian
- Michael Rady - Kostos Dounas
- Jesse Williams - Leo
- Tom Wisdom - Ian
- Lucy Hale - Effie Kalligaris
- Rachel Nichols - Julia Beckwith
- Shohreh Aghdashloo - Prof. Nasrin Mehani
- Blythe Danner - Greta
- Rachel Ticotin - Mamá de Carmen
- Maria Konstadarou - Yia Yia
- Ernie Lively - Mr. Vreeland
- Kyle MacLachlan - Bill Kerr
- Stevie Ray Dallimore - Nigel O'Bannon
- Erik Jensen - Phil